# Psammotettix alimdzhanovi
Psammotettix alimdzhanovi är en insektsart som beskrevs av Dubovsky 1966. Psammotettix alimdzhanovi ingår i släktet Psammotettix och familjen dvärgstritar. Inga underarter finns listade i Catalogue of Life.